# Gila Gamliel
Gila Gamliel (Hebreeuws: גילה גמליאל) (Gedera, 24 februari 1974) is een Israëlische politica voor de Likoed. Ze is lid van de Knesset en sinds 17 mei 2020 minister van Milieu in kabinet-Netanyahu V. Daarvoor was ze van 14 mei 2015 tot 17 mei 2020 minister van Sociale Gelijkheid in het kabinet-Netanyahu IV.

## Studietijd
Gamliel studeerde geschiedenis van het Midden-Oosten en filosofie aan de Ben-Gurion Universiteit van de Negev. Tijdens haar studententijd was ze de eerste vrouw die het voorzitterschap uitoefende van de Nationale Studentenunie. Ook was ze drie termijnen voorzitter van de studentenraad van de Ben-Gurion Universiteit.
In 2002 werd ze ervan beschuldigd een lid van de studentenraad onder druk te hebben gezet om als voorzitter te worden herkozen. De afgedwongen steun die ze van deze persoon zou hebben gekregen, zou bepalend voor haar verdere loopbaan zijn geweest. Gamliel werd vanwege deze en een andere verdachtmaking (ze zou ook studentenfondsen hebben overgeheveld naar een private onderneming) aan een politieonderzoek onderworpen. Ze ontkende de aantijgingen en eind 2003 besloot de politie vanwege gebrek aan voldoende bewijs het onderzoek te beëindigen.

## Politica
Nadat een poging om in 1999 in de 15e Knesset te komen was mislukt (ze stond te laag geplaatst op de kandidatenlijst van de Likoed), lukte het haar dankzij een tamelijk hoge plek op de kandidatenlijst voor de verkiezingen van 2003 (ze stond elfde) in februari van dat jaar in de 16e Knesset te geraken. Hierin was ze onder meer voorzitter van de commissie vrouwenemancipatie. Gamliel kwam in 2006 niet terug in de 17e Knesset maar werd wel verkozen in de 18e, 19e en 20e Knesset en zat zodoende vanaf februari 2009 weer in het parlement. In de tussenliggende tijd behaalde ze twee juridische graden, een aan het Ono Academic College en vervolgens een aan de Bar-Ilan Universiteit.
In de zomer van 2003 werden Gamliel en drie andere Likoed-leden van de Knesset voor een periode van drie maanden min of meer van de partijfractie buitengesloten omdat ze tegen een vergaand bezuinigingsplan van het kabinet-Sharon II hadden gestemd.
In diezelfde periode keerde ze zich ook tegen de aanvaarding van de zogeheten Routekaart naar Vrede door de regering-Sharon II.

### Staatssecretaris
In het kabinet-Sharon II van premier Ariel Sharon was ze van maart 2005 tot januari 2006 staatssecretaris voor landbouw en landelijke ontwikkeling. Van april 2009 tot maart 2013 was ze opnieuw staatssecretaris, ditmaal in het kabinet-Netanyahu II van minister-president Benjamin Netanyahu. Als portefeuille had zij deze keer de vooruitgang van jongeren, studenten en vrouwen. Sinds mei 2015 bekleedt ze weer een kabinetspost en wel die van minister van Ouderen in het in die maand geïnstalleerde kabinet-Netanyahu IV, gewijzigd in Sociale Gelijkheid in augustus 2015.
Ze is een van de oprichters van de lobby in de Knesset die zich beijvert voor een goede verstandhouding met christelijke gemeenschappen uit binnen- en buitenland.
In november 2010 werd Gamliel de toegang tot het emiraat Dubai geweigerd, waar ze zou deelnemen aan het World Economic Forum. Reden was de moord op een militaire commandant van Hamas, Mahmoud al-Mabhouh, in januari 2010 in de stad Dubai, waar de Mossad verantwoordelijk voor wordt gehouden.
Begin februari 2019 was zij een van de ondertekenaars van een petitie door de Nahala-beweging aan het adres van de (volgende) Israëlische regering, waarin gevraagd wordt héél de door Israël bezette Westelijke Jordaanoever te koloniseren met twee miljoen joden. Daartoe moet het Twee-statenmodel worden losgelaten en de geldende bouwstop buiten de "officiële settlement-blocs" (die de VN als illegaal beschouwd). Het gaat om een plan van Jitschak Sjamier uit de jaren '90 van de vorige eeuw. De Nahala-petitie heeft het over: Het land Israël: één land voor één volk.

## Persoonlijk
Gila Gamliel is de jongste uit een gezin van zes kinderen en deels van Jemenitisch-Joodse komaf. Haar achternaam betekent 'beloning van God'. Ze was eerder getrouwd met Sagiv Assulin. Ze is hertrouwd en woont in Tel Aviv. 
Diverse familieleden van haar zijn ook politiek actief (geweest). Een familielid, Aryeh Gamliel van Shas, zat eveneens in de Knesset en een oom, Yoel Gamliel, is burgemeester van Gedera.